# José Lourenço Morais da Silva
José Lourenço Morais da Silva (São Martinho da Gândara, Portugal, 5 de março de 1933 — Salvador, 5 de outubro de 2018) foi um político, economista e empresário brasileiro.

## Biografia
Nascido em Portugal, filho do brasileiro José Maria da Silva Júnior e da portuguesa Alda Morais da Silva, mudou-se para a capital baiana aos dezesseis anos em 1950. Formou-se em economia, trabalhou em empresas privadas e casou-se com Evência Mariuche Brito em 1959, filha do então político baiano Antônio Ferreira de Oliveira Brito. Com a cassação política do sogro, foi convidado a disputar as eleições a deputado estadual com o seu apoio. Anos depois, quando perguntando sobre seu posicionamento por ocasião do golpe de 1964, respondeu: "O meu sogro era ministro e eu disse a ele que fiquei contra o governo Jango."
Foi eleito deputado estadual nas eleições baianas de 1970, reeleito em 1974 e em 1978, todas pela Aliança Renovadora Nacional (ARENA). Na última legislatura estadual, foi líder do governo ACM na Assembleia Legislativa da Bahia. Foi eleito deputado federal pela Bahia nas eleições de 1982, pelo Partido Democrático Social (PDS), partido sucessor da Arena, e seria reeleito continuamente até 1998.
Participou da Assembleia Nacional Constituinte, na qual foi líder de bancada do seu partido, o Partido da Frente Liberal (PFL).  Em matéria de 21 de fevereiro de 1987, o Jornal do Brasil destacava como José Lourenço tinha passado de figura inexpressiva na legislação passada para um dos políticos mais conhecidos do Congresso. Em entrevista anos depois ao jornalista Luiz Maklouf Carvalho, quando mencionado sua fama de briguento, respondeu descrevendo sua visão da sua atuação na Constituinte: "Eu passei sete meses direto em Brasília, sem me afastar. Era o primeiro a chegar na Câmara e o último a sair. Fazendo a coordenação, vendo o que tinha sido aprovado, o que ia ser votado no dia seguinte, como estávamos na votação, quem era contra, quem era a favor, se tinha algum do contra dentro do meu partido". Perguntado como fazia para conseguir maiorias em votações polêmicas, particularmente nas votações sobre parlamentarismo e extensão do mandato presidencial, respondeu: "Ah, isso foi uma costura política. Acho que eu dei uns cinquenta jantares." Comentou ainda sua estreita relação com o presidente da República, José Sarney: "Fim de semana eu passava sempre na granja dele. Ele vinha almoçar na minha casa, gostava muito de bacalhau, minha mulher cozinhava muito bem".
Desde o começo da sua atuação, já em fevereiro de 1987, defendeu a criação de um bloco de centro, a ser formado pelos pefelistas mais os parlamentares do PDS e os moderados do PMDB. "Esse bloco não será nem o Partido Comunista Italiano — de esquerda —, nem o Movimento Socialista Italiano — de direita ", dizia. Essa movimentação de Lourenço seria posteriormente reconhecida como embrião do Centrão. Na divisão de cargos para as comissões e subcomissões, o PMDB ficou com as relatorias enquanto o PFL ficou com as presidências. Segundo Lourenço, o que Mários Covas lhe havia feito pegando as relatorias foi uma "safadeza": "Mas eu indiquei muitos presidentes — e conseguimos equilibrar um pouco. O Covas vinha: 'Pô, você fica afundando esse negócio todo, não vota porra nenhuma!' Eu dizia: 'Só vota quando eu quiser. Você não quis ficar com esses relatores todos? Agora fica com seus relatores e eu fico com os presidentes.' E quem mandava era eu."

Na entrevista a Maklouf Carvalho, relata: "Quando eu percebi que eles [Mário Covas e Fernando Henrique] queriam dominar a Constituinte, e fazer uma Constituição bem à esquerda, procurei uma forma de reagir. Era criar o grupo que eu batizei de "Tancredo Neves", como está na notícia do Jornal do Brasil, pegando gente do PMDB, do PDS e de outros partidos". Pedido a apresentar sua visão da origem do Centrão, disse:
| “ | O Centro nasceu de uma visão concreta: ou nós corrigíamos aquele processo, que privilegiava uma minoria, ou era inviável continuar na Constituinte e apoiar qualquer coisa. Nós tínhamos que reagir. E reagimos quando tínhamos tropa para reagir — os 319 votos que conseguiram aprovar outro regimento. "Agora nós vamos dizer como é". E aí começou a porra. | ” |

José Lourenço teve um perfil agressivo durante a Constituinte. Uma briga acontecida em 14 de julho de 1987 foi com o deputado Paulo Ramos, por causa de um projeto dele sobre a conversão da dívida externa brasileira em capital de risco. Nas palavras de Lourenço, Ramos lhe disse, da tribuna: "Vossa excelência, como filho de Portugal, não deveria estar sentado nessa bancada que deveria ser exclusiva para filhos do Brasil". Lourenço diz ter ficado injuriado, até porque "se um brasileiro gosta muito do Brasil, não gosta mais do que eu." Ele então pediu para adicionar uma contribuição ao "brilhante discurso" e rebateu-o: "Quero dizer que a Vossa Excelência que eu prefiro ser filho de Portugal do que ser como Vossa Excelência, que é filho da puta". O deputado Lysâneas Maciel exigiu uma atitude da mesa, naquele momento presidida por Afonso Arinos: "Ele xingou a mãe de Paulo Ramos em alto e bom som". Maciel e Lourenço quase enfrentaram-se fisicamente, mas foram apartados por outros deputados presentes até a ordem ser retomada.
Quando perguntando diretamente sobre sua opinião da Constituição, respondeu: Toda Constituição muito grande não é boa. Mas para o momento que o Brasil vivia, tanto no quadro econômico como no quadro político, eu acho que foi boa. Não ótima, mas foi boa. O entrevistador então relembra que, na época, Lourenço dizia que a Constituição não ia durar, mas ela estava aí, já com trinta anos. Lourenço então pergunta: "Sim, mas quantas emendas ela já tem? Trinta? Quarenta." O entrevistador responde que já eram mais de oitenta. "Já levou emendas para burro. Então eu estava certo. Mas foi uma Constituinte avançada e sensível aos problemas sociais".
José Lourenço casou-se com uma de suas colegas constituintes, a deputada Rita Furtado (PFL-RO), com quem começou a namorar durante os trabalhos da Constituinte.
Durante a presidência de Fernando Collor, foi vice-líder do governo na Câmara, e opôs-se à abertura do pedido de impeachment do presidente.
Ele participou da CPI do Orçamento. Em 5 de janeiro de 1994, seu nome foi incluído na lista de 127 políticos publicada pelo Estado de S. Paulo que teriam participado do esquema de "emendas piratas", alterações feitas no Orçamento depois de sua aprovação. Lourenço xingou o deputado Eduardo Suplicy, que vazou a lista para o Estadão: "viado, filho da puta e irresponsável".
Na reforma da previdência de FHC, votou a favor do teto de aposentadorias do setor público e do tempo mínimo no setor privado. Lourenço foi o relator de uma medida provisória (MP) enviada pelo governo FHC, que alterava a concessão de benefícios a idosos e deficientes. Apesar do que estava inicialmente acordado, o líder tucano Aécio Neves acabou apoiando uma manifestação petista que pedia a derrubada de um item que adiava a aposentadoria para idosos com 67 anos. Na hora da votação, Lourenço esbravejava "Já tomei porrada da imprensa na comissão. Agora esses merdas do PSDB querem mudar o relatório por causa de um discurso do PT". O deputado acudiu ao líder do governo na Câmara e seu colega de partido, Luís Eduardo Magalhães: "Eu me fodi e agora os tucanos querem fazer média. O que é que eu faço, meu líder?", disse Lourenço. "Resolva você, meu português", respondeu Eduardo Magalhães. Na opinião da jornalista Eliane Cantanhêde, o PSDB "tirar o tapete" de Lourenço dessa maneira foi um erro grosseiro.
Em agosto de 1999, posicionou-se contrário a um projeto de lei que proibia a venda de armas de fogo: "Esse projeto não combate o crime. Vai é aumentar o número de criminosos e eu serei um deles". Em 17 de outubro do mesmo ano, justificou porque contratara seu irmão para trabalhar em sua campanha eleitoral: "Se não fosse o trabalho dele, eu não teria tido 16 mil votos na região de Maracá. Ganha R$ 900, uma porcaria".
José Lourenço participou da chamada CPI da Nike, que investigava contratos entre a Confederação Brasileira de Futebol (CBF) e a empresa de produtos esportivos Nike. Lourenço se posicionou favoravelmente ao presidente da CBF, Ricardo Teixeira.
Em 2001, Lourenço abandonou o PFL e ingressou no PMDB. Em fevereiro daquele ano, uma fita obtida pela Veja registrava uma conversa na qual Lourenço e outros deputados, recém filiados ao PMDB. reclamavam de Geddel Vieira Lima, que lhes havia prometido dinheiro pela troca de partido mas não havia entregue. Em resposta a reportagem, Lourenço disse que: "A revista VEJA está a serviço de Antônio Carlos Magalhães. […] As conversas só podem ser montagem. Nego qualquer conversa e nego ter recebido dinheiro para trocar de partido". Questionado pela Folha, Lourenço defendeu a abertura de uma comissão parlamentar de inquérito para investigar a questão. Ele disse ainda que tal CPI deviria investigar ACM, acusando-o de oferecer vantagens para que deputados ficassem no partido.
Candidato novamente na eleição de 2002, pelo PMDB, recebeu 28 776 votos e não foi eleito. Segundo José Lourenço, seu médico lhe disse na altura que abandonou a política, em 2003, depois de duas operações no coração: "Ou o senhor para, ou morre". Explicou ainda que não participava mais de política no Brasil, mas ainda fazia "uma politicazinha" em Portugal, onde tinha amigos no Partido Socialista, "por incrível que pareça". Na época, revezava o ano entre os dos países, metade cuidando de suas fazendas no Brasil e metade cuidando de propriedades que tinha perto de Porto. Lourenço possuía pelos menos seis latifúndios na Bahia reconhecidos como improdutivos.
José Lourenço Morais da Silva faleceu em 5 de outubro de 2018, em Salvador, em decorrências de problemas cardíacos.  A Assembleia da República portuguesa aprovou votos de pesar, por inciativa do CDS - Partido Popular: "Amigo de Portugal e da comunidade portuguesa no Brasil, que sempre apoiou, José Lourenço deixa sentidas saudade".
Um de seus filhos, José Lourenço Morais da Silva Junior, mais conhecido como Zé Grilo, foi prefeito de Ribeira do Pombal.